# Movimento dell'Amicizia Cristiana
Il Movimento dell’Amicizia Cristiana fu una società segreta cristiana fondata tra il 1778 e il 1780 da Nikolaus von Diessbach e dal Padre Pio Brunone Lanteri  a Torino, il cui obiettivo era quello di diffondere diverse stampe sacre a seconda delle esigenze spirituali dei vari lettori. I componenti, inoltre, si occupavano della distribuzione dei vari libri religiosi dati in prestito o regalati e di compilare o aggiornare cataloghi. Il movimento si diffuse anche a Milano, Firenze, Friburgo, Parigi, Vienna e Roma.

## Origini
Il movimento dell’Amicizia Cristiana prese vita subito dopo un avvenimento che segnò profondamente la vita di Nikolaus Diessbach, calvinista oltre che agnostico. Egli, nell’attesa di incontrare la sua futura sposa, nonché figlia del Console di Spagna, cominciò la lettura di un libro posto intenzionalmente dal suocero nella sala d’attesa; durante questa lettura avvenne la sua conversione. Un anno dopo il matrimonio ebbe una figlia e contemporaneamente perse la moglie, così decise di chiudere la figlia in un monastero e di diventare sacerdote oltre che gesuita. Padre Nikolaus Diessbach ebbe l’appoggio di vari collaboratori come l’ex gesuita Padre Luigi Virginio e Padre Pio Bruno Lanteri con i quali poté diffondere il movimento in diverse città d’Europa.

## Organizzazione
Il movimento comprendeva gruppi di 12 persone, con diritto di voto, 6 dei quali erano uomini, laici o sacerdoti, e 6 donne di ceto aristocratico. I membri avevano l’obbligo di mantenere segrete le loro opere a causa delle leggi napoleoniche che vietavano forme di libera associazione. Successivamente, visto il successo ottenuto e il numero sempre elevato delle adesioni, accanto all’Amicizia Cristiana prese vita il gruppo della Conversazione Cristiano Cattolica, una sorta di accademia letteraria, alla quale si aggiunse anche una terza associazione, denominata Amicizia Sacerdotale.

## Dottrina
Il Movimento aveva l’obiettivo di rappresentare una Chiesa umile, semplice e coraggiosa in tempi così difficili. Padre Nikolaus Diessbach capì subito le esigenze della gente e soprattutto la necessità di innestare la fede cristiana all’interno delle Corti d’Europa. La dottrina si fondava principalmente sugli insegnamenti di Ignazio di Loyola, San Francesco di Sales e Alfonso Maria de’ Liguori e si opponeva fortemente al formalismo giansenista e alle varie teorie pseudo-religiose del tempo.